# 贵南草业开发有限责任公司
贵南草业开发有限责任公司，是中华人民共和国青海省海南藏族自治州贵南县下辖的一个类似乡级单位。

## 行政区划
下辖以下地区：
场部、一分公司生活区、二分公司生活区、三分公司生活区、四分公司生活区、五分公司生活区和六分公司生活区。